# Szemerédi–Trotter-tétel
A Szemerédi–Trotter-tétel a matematika, ezen belül a diszkrét geometria egyik fontos tétele. Pach János, Radoš Radoičić, Tóth Géza és Tardos Gábor megmutatták, hogy legfeljebb {\displaystyle 2{,}5n^{\frac {2}{3}}m^{\frac {2}{3}}+n+m} illeszkedés lehetséges. A jelenlegi ismert legjobb felső határ 2,44. A felső határ nem teljesül 0,42-os együttható esetén.

## A tétel állítása
Ha a síkban adott n pont és m egyenes, akkor a köztük levő illeszkedések száma {\displaystyle O(n^{2/3}m^{2/3}+n+m)}.

## A tétel másik formája
Ha a síkban adott n pont és k>2, akkor azon egyenesek száma, amelyek a pontok közül legalább k-t tartalmaznak, {\displaystyle O(n^{2}/k^{3}+n/k)}. Ezt Szemerédi és Trotter cellafelbontással bizonyították.